# Parque Carabobo (metro de Caracas)
Parque Carabobo es una estación del Metro de Caracas perteneciente a la Línea 1 inaugurada el 27 de marzo de 1983 durante la primera extensión de la línea hacia el este y la apertura de la sección La Hoyada-Chacaíto.
Se ubica en la Avenida Universidad entre las esquinas de Misericordia a Monroy, parroquia La Candelaria.
Entre los puntos de referencia cercanos están las sedes de organismos como el Ministerio Público (Fiscalía General de la República), el CICPC; entre otros. 
La salida de la esquina de Monroy está a cuatro cuadras de la avenida Urdaneta, específicamente de la esquina del Platanal donde está ubicado el Ministerio de Interior y Justicia. 